# Георгиевский собор (Стокгольм)
Свято-Георгиевский собор (швед. Sankt Georgios grekisk-ortodoxa metropolitkyrka) — кафедральный храм Шведской и Скандинавской митрополии Константинопольского Патриархата, расположенный в центре города Стокгольма.
Находится на улице Биргер-Ярлсгатан 92, на пересечении с улицей Уденгатан 20 (станция метро «Уденплан»).

## История
Собор был построен в 1889—1890 годах по проекту архитектора Андерса Густава Форсберга и первоначально принадлежал общине католической апостольской церкви в Стокгольме.
В 1978 году, после прекращения деятельности ирвингианской общины, храмовое помещение за символическую плату было приобретено Шведской и Скандинавской митрополией и после необходимой реконструкции интерьера обращено в кафедральный собор, освящённый в честь святого Георгия Победоносца.
Богослужения на греческом языке совершаются в воскресные и праздничные дни.

## Протосинкеллы
1. Павел (Афанатос) (1970—1975)